# Lijst van Nederlandse spreekwoorden

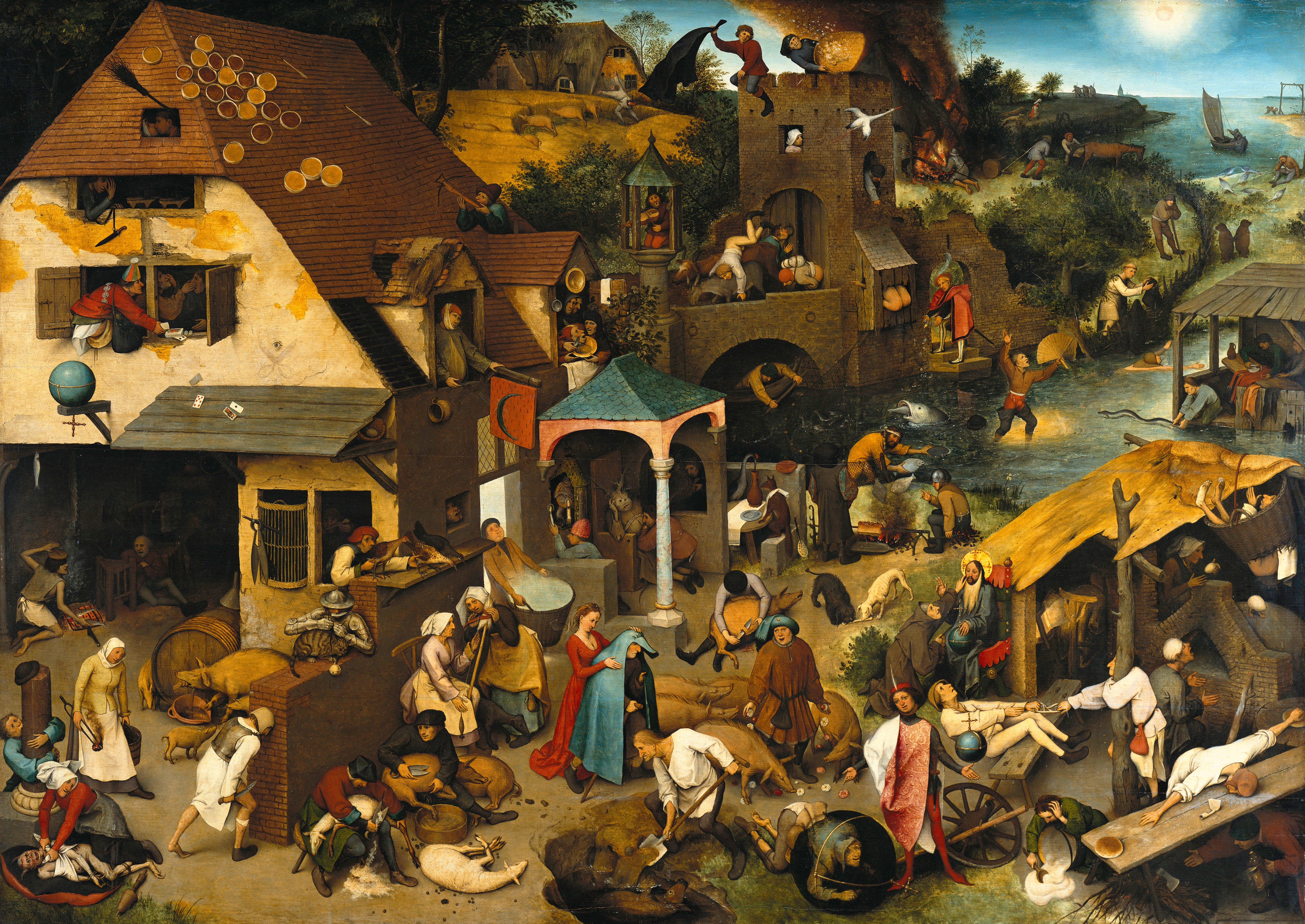
Nederlandse spreekwoorden, een schilderij uit 1559 van Pieter Bruegel dat minstens 125 zegswijzen toont.

De Nederlandse taal bevat een schat aan spreekwoorden en gezegden, die zijn verzameld in de volgende overzichten.
| Spreekwoorden       |
| A-E F-J K-O P-U V-Z |

| Uitdrukkingen en gezegden |
| A-E F-J K-O P-U V-Z       |

De spreekwoorden en gezegden zijn een weerspiegeling van de Nederlandse geschiedenis. Ze slaan op handel en nijverheid, de natuur, de zeevaart en vinden hun oorsprong onder andere in de Bijbel; vaak zijn ze een uiting van volkswijsheid en ervaring.
Net als in de levende taal zelf, komen er nieuwe spreekwoorden en gezegden bij en raken andere in onbruik. Sommige zijn leenvertalingen, zoals: Het groene licht geven en Het gras bij de buurman is altijd groener uit het Engels. Het is de toon die de muziek maakt is een al veel oudere letterlijke vertaling uit het Frans.